# New Zealand State Highway 82
Der New Zealand State Highway 82 (auch State Highway 82 oder in Kurzform SH 82) ist eine Fernstraße von nationalem Rang auf der Südinsel von Neuseeland.

## Strecke
Der SH 82 zweigt bei Kurow vom New Zealand State Highway 83, überquert den Waitaki River nahe der Mündung des Hakataramea River und läuft entlang des Nordufers des Erstgenannten in südöstlicher Richtung bis zur Ortschaft Ikawai. Dahinter knickt er nach Norden und später Nordosten ab, durchquert Waimate und endet am New Zealand State Highway 1 kurz vor der Wainono Lagoon.